# Franziska Moser (Skispringerin)
Franziska Moser (* 3. Oktober 1989) ist eine ehemalige deutsche Skispringerin.

## Werdegang
Moser die für den WSV Kiefersfelden startete, erreichte bei den Deutschen Meisterschaften im Skispringen der Damen 2004 in Meinerzhagen im Einzel den 21. Platz. Im August 2005 gab sie in Klingenthal ihr Debüt im Skisprung-Continental-Cup und gewann dabei als 29. ihre ersten Continental-Cup-Punkte. Auch in Pöhla sicherte sie sich einen weiteren Punkt. Im Januar 2006 gelang ihr in Ljubno und Toblach zwei weitere Male der Gewinn von Punkten. Ihre erste Saison beendete Moser am Ende auf Rang 56 der Gesamtwertung. Bei den Bayerischen Meisterschaften 2006 belegte sie den dritten Platz. In den folgenden zwei Jahren startete Moser noch weitere Male bei den Continental-Cup-Springen in Deutschland, blieb aber ohne weitere Punktgewinne und beendete 2008 ihre internationale Karriere.

## Erfolge

### Continental-Cup-Platzierungen
| Saison  | Sommer | Sommer | Winter | Winter | Gesamt | Gesamt |
| Saison  | Platz  | Punkte | Platz  | Punkte | Platz  | Punkte |
| ------- | ------ | ------ | ------ | ------ | ------ | ------ |
| 2005/06 | –      | –      | –      | –      | 056.   | 06     |